# ルケ・タンギ
ルケ・タンギ（Luke Tagi、1997年6月23日 - ）は、トップ14・アヴィロン・バイヨネに所属するラグビー選手。

## プロフィール
- フィジー出身。
- ポジションはプロップ(PR)。
- 身長 187cm、体重 130kg
- 妹のカラライニ・ナイセワもラグビー選手[1]。
- U20フィジー代表に選ばれたことがある[2]。
- フィジー代表キャップは15（2024年3月現在）でラグビーワールドカップ2023のフィジー代表に選ばれた[3]。

## 略歴
フィジアン・ドゥルア、フィジアン・ラトゥイ、スタッド・フランセ、プロヴァンスを経て、2023年、バイヨンヌに加入。